# Владислав Стеван Каћански
Владислав Стеван Каћански (Србобран, 1857 - Београд, 2. април 1938) био је књижевник, новинар и драмски писац. Био је син славног песника Стевана Каћанског - Старог барда.

## Биографија
Владислав Каћански рођен је у Србобрану 1857. године, а умро је у Београду 1938. године. Био је син јединац истакнутог песника Стевана Каћанског. Стеван Каћански је био велики Србин и борац за слободу и уједињење Срба.
Школовао се у Београду и Крагујевцу. Када је завршио гимназију одлази у Немачку и у Берлину студира студије на Филозофском факултету. Због свог и опредељења свога оца није хтео да се запосли у аустроугарској државној служби. Цео свој живот је посветио књижевности и новинарству. Радио је и као драмски писац на српској позоришној књижевности. Уређивао је лист Велика Србија после свог оца.
Издавао је стихове свога оца. Радио је и као драмски писац на српској позоришној књижевности. Најзначајнија је драма Карађорђе која је приказивана на свим српским позорницама, а највише у Војводини.
Писао је и мемоарска дела. Описи старог Београда су описи зналца. Неколико чланака је публиковано и у Београдским општинским новинама у Прилозима за историју Београда. Његови историјски списи и документи се чувају у Народној библиотеци Србије.